# Manfred Trenz
Manfred Trenz, född 29 november 1965 i Saarbrücken, Tyskland, är en tysk datorspelsutvecklare. Han utvecklade bland annat den populära Turrican-spelserien, Commodore 64-versionen av spelet R-Type, samt The Great Giana Sisters. Flera av hans spel har nått kultstatus. Trenz driver det egna spelutvecklarföretaget Denaris Entertainment Software.